# Noa Sonneville
Noa Sonneville (* 3. Juli 2005 in Zoetermeer) ist eine niederländische Beachvolleyball- und ehemalige Volleyballspielerin.

## Karriere Halle
In der Eredivisie kämpfte die Außenangreiferin für Laudame Financials VCN um Punkte und Spielgewinne. Mit dem Sportclub stand sie 2021 im niederländischen Pokalfinale und wurde Sechste in der Meisterschaft des Landes. Parallel dazu war sie in der zweiten Frauenmannschaft aktiv. Eine Saison später spielte sie ausschließlich für dieses Team. In den folgenden zwei Spielzeiten wurde sie wieder in die Erste des Vereins berufen, die sich inzwischen in der Topdivisie B befand. Anschließend konzentrierte sich die Athletin auf ihre Karriere im Sand.

## Karriere Beach
2021 erreichte die in der Provinz Zuid-Holland geborene Sportlerin mit Maren de Jong nach dem ersten Platz im Pool D und dem anschließenden Sieg über ein griechisches Beachpaar das Viertelfinale der U18-EM in Ljubljana. Im April der folgenden Spielzeit standen die jungen Niederländerinnen zum ersten Mal auf dem Podest bei einem Erwachsenenturnier. Beim nationalen Wettkampf in Aalsmeer konnten sie alle Gegnerinnen hinter sich lassen. 2023 verbesserte Sonneville mit ihrer neuen Partnerin Mila Konink ihre Leistung aus dem Vorjahr bei den kontinentalen Titelkämpfen der Jugendlichen in Loutraki. Die Bronzemedaille war der verdiente Lohn. In derselben Saison belegten die beiden fünfte Plätze bei dem Futures in Brünn und der Europameisterschaft der unter Zwanzigjährigen. Bei der gleichen Veranstaltung 2024 war das Achtelfinale die Endstation für das Duo. Am Ende des Jahres erreichte Noa Sonneville ihr wertvollstes Resultat bis zu diesem Zeitpunkt, als sie und Brecht Piersma beim Challenge in Nuvali erst im Endspiel gestoppt werden konnten.